# Pătnikovo
Pătnikovo (bulgariska: Пътниково) är ett distrikt i Bulgarien.   Det ligger i kommunen Obsjtina Stambolovo och regionen Chaskovo, i den södra delen av landet, 220 km sydost om huvudstaden Sofia.